# Кукозерка
Кукозерка — река в России, протекает по территории Суккозерского сельского поселения Муезерского района и Поросозерского сельского поселения Суоярвского района Республики Карелии. Длина реки — 20 км.

## Физико-географическая характеристика
Река берёт начало из озера Метчаянгъярви на высоте 213,6 м над уровнем моря, протекая на своём пути через озёра Янтят, Савнено, Верхнее- и Нижнее Кукъярви. Также к бассейну Кукозерки относится озеро Туохтъярви, которое протокой соединяется с озером Метчаянгъярви.
Кукозерка в общей сложности имеет 35 малых притоков суммарной длиной 73 км.
Впадает на высоте 165,8 м над уровнем моря в Янгозеро, из которого вытекает река Янгозерка, впадающая в озеро Селецкое.
Населённые пункты на реке отсутствуют.
Код объекта в государственном водном реестре — 02020001112202000005781.